# Gustaf Björnram
Gustaf Björnram, född 27 mars 1746 i Savolax, död 28 mars 1804 i Stockholm var en ockultist och andeskådare som lär ha duperat Gustav III.

## Biografi
Gustaf Björnram var son till löjtnanten Per Björnram (1700–1766) och Anna Margareta Amnorin (född 1700 i Ryssland; i sitt första gifte var hon gift med Magnus Vilhelm Sprengtport).  
Gustav Björnram blev student vid Kungliga Akademien i Åbo 1768, flyttade till Stockholm och blev informator åt guldsmeden Pehr Zethelius barn. Därefter ska han en tid ha varit verksam som advokat i Finland. Sedan han återvänt till Stockholm ska han ha innehaft lägre befattningar vid krigsmakten. Fortfarande ung ingick han som sergeant vid hertig Fredrik Adolfs regemente, där han avancerade till löjtnant och blev hertig Karls (senare Karl XIII) handsekreterare och translator (tolk) i finska språket. Sedermera blev han antagen till kungens tolk i kustflottan med 400 riksdaler specie i lön.

### Ockult verksamhet
Efter avsked från det militära hade Björnram i Stockholm en blygsam inkomst genom informatorsverksamhet och renskrivning, bland annat av handlingar rörande frimureriet. Härigenom kom han i kontakt med höga frimurare, särskilt Elis Schröderheim, och verkar då ha fått idén att för egen vinning begagna sig av tidens ockulta intressen och vidskepelse. Hela hans kunskap bestod i en del signerier och trollkonster som han lärt i Finland. Han blev av Schröderheim introducerad i hovet och införd hos Gustav III. Björnram blev välkänd charlatan i Stockholm och uppgav sig ha undergörande krafter och att han stod i förbindelse med andevärlden. Han framträdde därför som mirakelman, med makt att behärska och förmåga att frambesvärja andar. Både kung Gustav III och hertig Karl visade stort intresse för hans konster. Dessa båda var med vid Björnrams seanser och trodde på hans andebesvärjelser och förutsägelser om kommande händelser. 1781 utnämndes Björnram av Gustav III till protokollsekreterare, "då hans föresats bliver oföränderlig att aldrig söka någon befordran inom kansliet". I frimurarorden erhöll han ett ämbete, men var så folkskygg att han sällan var med på deras möten.
Livmedikus Sven Anders Hedin, som en gång blev obemärkt vittne till en av Björnrams och hans medhjälpares förberedelser inför en besvärjelsescen i Lovö kyrka, berättar:
"Fina tagelsträngar sattes fast i ljuskronorna, och vid dessa strängar fästes masker, som voro fastsydda på något vitt tyg, och med tagelsträngarna kunde man hissa upp och släppa ner maskerna. Sedan detta var färdigt, ströddes rökpulver runt omkring på golvet. Strax därefter infann sig konungen, i sällskap med hovstallmästaren Munck, stadssekreteraren Schröderheim och tre andra. Sedan dörrarna åter blivit stängda, gjorde Björnram flera korstecken och frammumlade några mystiska ord, varpå rökpulvret antändes och medhjälparen, som var undangömd, sakta uppdrog den ena masken, som med det vita tyget liknade en död i sin svepning. Denna mask föreställde Gustaf den II Adolf. Den andra masken, som på samma sätt upphissades och nedsläpptes, föreställde framlidne konung Adolf Fredrik".
Hedin fortsätter:
"Ehuru jag hade sett hela tillställningen kan jag inte neka till att detta spektakel hade något imponerande och till och med klarsynta män som Schöderheim och K A Ehrensvärd vilka voro med, blev lurade eller mer eller mindre trodde på Björnram".
Sedan spådomar om änkedrottningen Lovisa Ulrikas död (som Gustav III otåligt avvaktade) ej slagit in och Hedin avslöjat hans knep, var hans stjärna i sjunkande. Björnram fick en årlig pension av 400 kronor, men lyckades inte bibehålla sin antagna roll och föll i onåd. Han efterträddes av en annan undergörare, Henrik Gustaf Ulfvenklou.

### Senare liv
Björnram gifte sig 1787 med Anna Botilda Thorsman. Efter tre dagar tog den nygifte maken hemgiften och försvann. Sina sista år levde han ett fullkomligt enstöringsliv, omspunnen av rykten, som berättade om hans förbund med den onde och hans farliga trollmakt. Han dog under torftiga förhållanden ca 55 år gammal.
Släkten hade blivit introducerad på Riddarhuset 1765. Denna släkt Björnram är inte släkt med den som härstammar från ärkebiskop Andreas Laurentii Björnram och hans bror.